# Tephritis crepidis
Tephritis crepidis är en tvåvingeart som beskrevs av Friedrich Georg Hendel 1927. Tephritis crepidis ingår i släktet Tephritis och familjen borrflugor. Inga underarter finns listade i Catalogue of Life.

## Bildgalleri

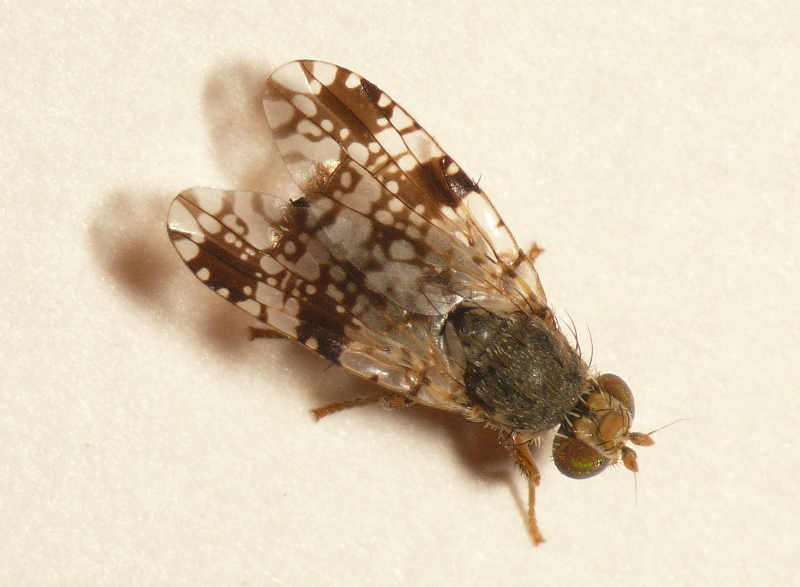